# Teuschnitz
Teuschnitz è un comune tedesco di 2 174 abitanti, situato nel land della Baviera.